# Renswoude
Renswoude es un municipio y una localidad de la Provincia de Utrecht de los Países Bajos.
El municipio se encuentra en el valle de Gelderse, y su territorio incluye el solitario monte Emminkhuizerberg. Renswoude coopera con los municipios de Rhenen, Wageningen, Ede, Barneveld, Nijkerk, Scherpenzeel y Veenendaal en la asociación regional Regio Foodvalley. 

## Historia
Ya en el año 855, Renswoude era mencionado en una carta como silva Hrenhem (el bosque renano). Sin embargo, el asentamiento de Renswoude es mucho menos antiguo. En realidad, no surgió hasta el año 1400. Renswoude entonces constaba de una casa fortificada, llamada Borgwal, y de varias granjas dispersas. En 1638, Johan van Reede fundó un pueblo cerca del antiguo Borgwal. Consistía en la actual Dorpsstraat, con algunos edificios a lo largo de ella. Además, se crearon dos carreteras secundarias, las actuales Molenstraat y Kerkstraat. Van Reede también mandó construir el castillo de Renswoude (1654) y la iglesia con cúpula (1639, según diseño de Jacob van Campen).

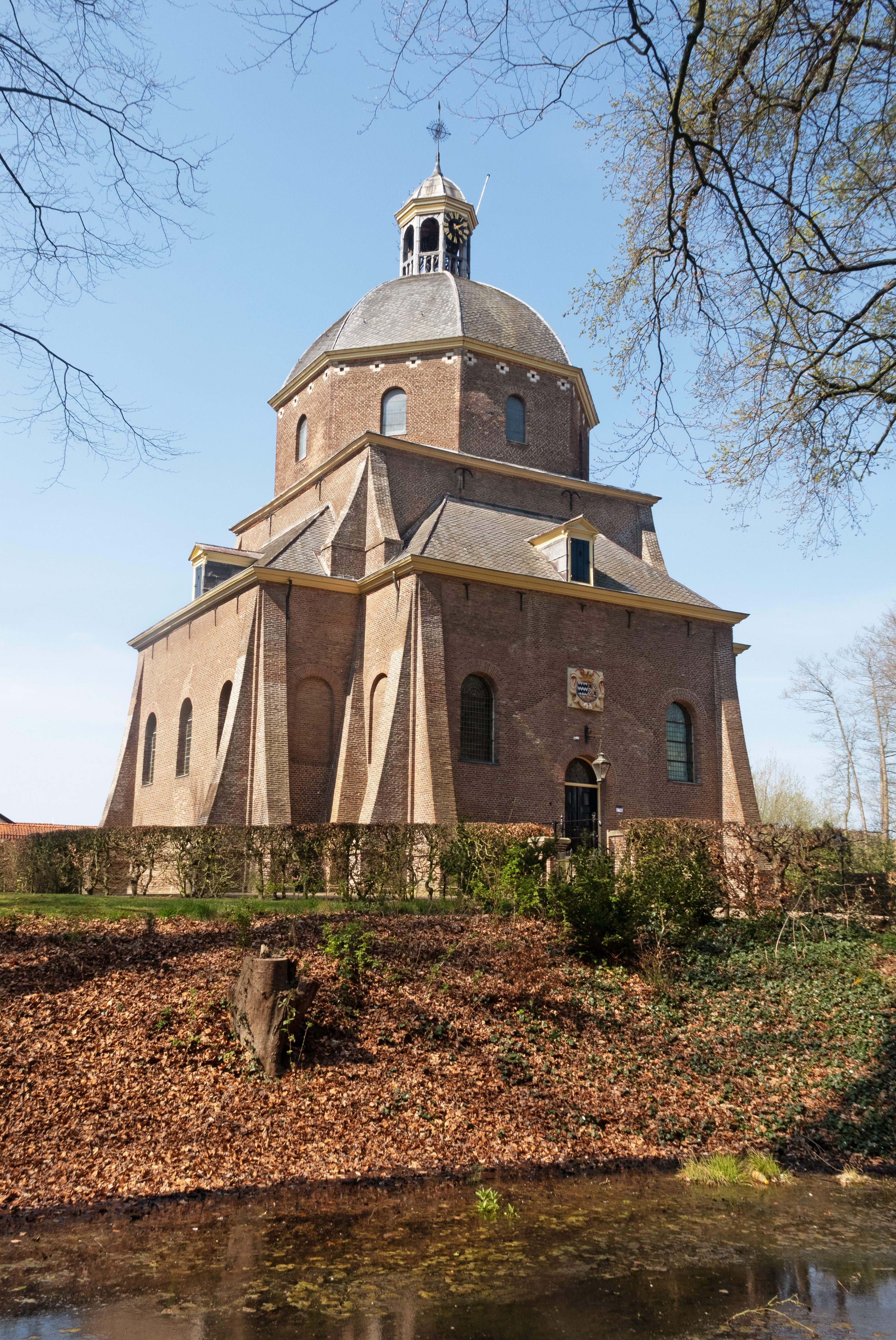
Iglesia de Renswoude

En 1674, Renswoude se convirtió en el llamado "Señorío Alto y Libre", un área con su propia jurisdicción independiente. A partir de este señorío, se formó el municipio de Renswoude en 1795. Hasta 1818 no se establecieron legalmente los límites del municipio. Sin embargo, los límites estaban claros desde hacía siglos.
Los planes de cambio de límites y las redivisiones municipales han desempeñado un papel destacado en la historia del municipio de Renswoude. El 1 de enero de 1960 se produjo un importante cambio de límites. En esa fecha, Renswoude perdió gran parte de su territorio en favor de Veenendaal y Scherpenzeel. Esto incluía las Emminkhuizervenen. Esta zona abarcaba unas 150 hectáreas. 

## Independencia

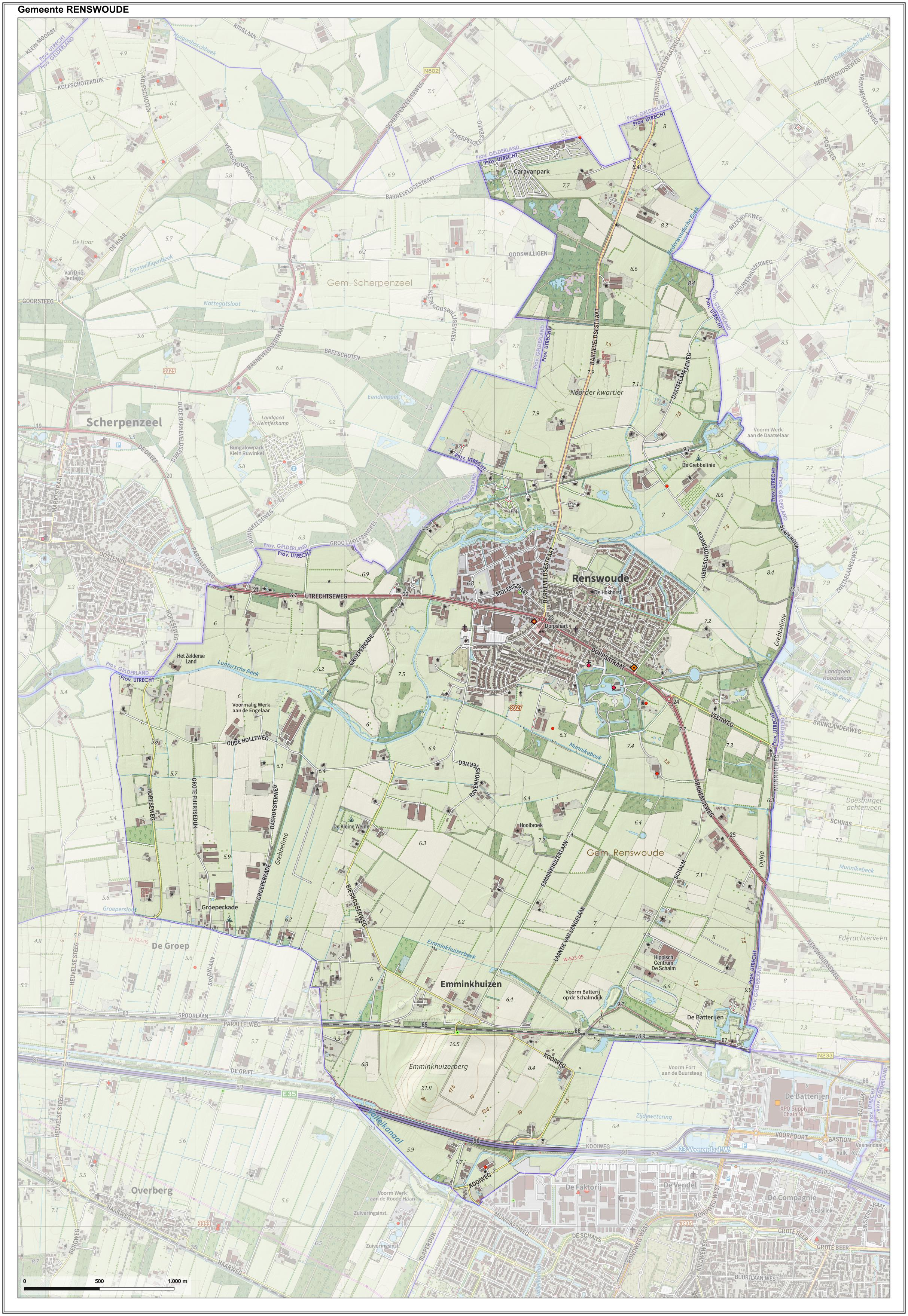
Mapa topográfico municipal de Renswoude, septiembre de 2022

Renswoude es actualmente el municipio independiente más pequeño de la provincia de Utrecht e incluso uno de los más pequeños de la Holanda continental en términos de población. Durante años hubo planes para fusionarse con Woudenberg y Scherpenzeel. Estos municipios estaban a favor, pero no el ayuntamiento de Renswoude. El 26 de septiembre de 2007 se celebró un referéndum sobre la independencia de Renswoude. Con un índice del 83,7, la participación fue alta. El 98,4% de los votantes votaron a favor de la independencia, el 1,6% en contra. La resistencia social a una fusión forzada con Woudenberg y Scherpenzeel también quedó patente en una procesión de antorchas en 2008 en la audiencia de las provincias de Utrecht y Gelderland, donde 1.500 de los 4.600 residentes expresaron su descontento contra la fusión. 
A largo plazo, en caso de que las tareas ya no puedan realizarse de forma independiente, el municipio de Renswoude ve más beneficiosa una cooperación voluntaria con Veenendaal (aprox. 62.000 habitantes) que una fusión forzosa con los dos municipios vecinos Woudenberg y Scherpenzeel (juntos aprox. 23.500 habitantes). En consecuencia, se firmó un acuerdo de cooperación entre Renswoude y Veenendaal al respecto. El 9 de marzo de 2010, la Cámara de Representantes declaró controvertido el proyecto de ley de redivisión de Renswoude, Woudenberg y Scherpenzeel. Finalmente, mediante carta de 5 de julio de 2011, el ministro del Interior anunció la retirada del proyecto de ley de fusión. Esto significa que la redivisión (al menos a corto plazo) queda definitivamente descartada. 